# ギャビー・アギョン
ギャビー・アギョン（Gaby Aghion、1921年 - 2014年9月27日）はエジプト出身のフランスのユダヤ人実業家。ファッションブランド『クロエ』の創業者。